# Charles de Verneilh Puyraseau
Le baron Charles de Verneilh Puyrazeau, né le 10 juillet 1894, est un aviateur français originaire de Piégut-Pluviers en Dordogne, mort le 30 octobre 1933 à Blaisy-Bas dans l'accident de son avion "Biarritz" qui était de retour de Tunis, après un circuit autour de la Méditerranée. L'appareil s'est écrasé dans la matinée, la faute au brouillard épais, tuant les trois membres d'équipage: le pilote Charles de Verneilh Puyrazeau, le mécanicien Le Bas et le radiotélégraphiste Goulmy.

## Famille
Il est le petit-fils du baron Jules de Verneilh, dessinateur, élève de Viollet-le-Duc, et le descendant de Jean-Joseph de Verneilh-Puyraseau. Il épouse Suzanne de Langourian qui écrira plusieurs ouvrages notamment sur les deux pilotes Charles et Pierre de Verneilh, car leur fils Pierre sera lui aussi pilote.

## Carrière

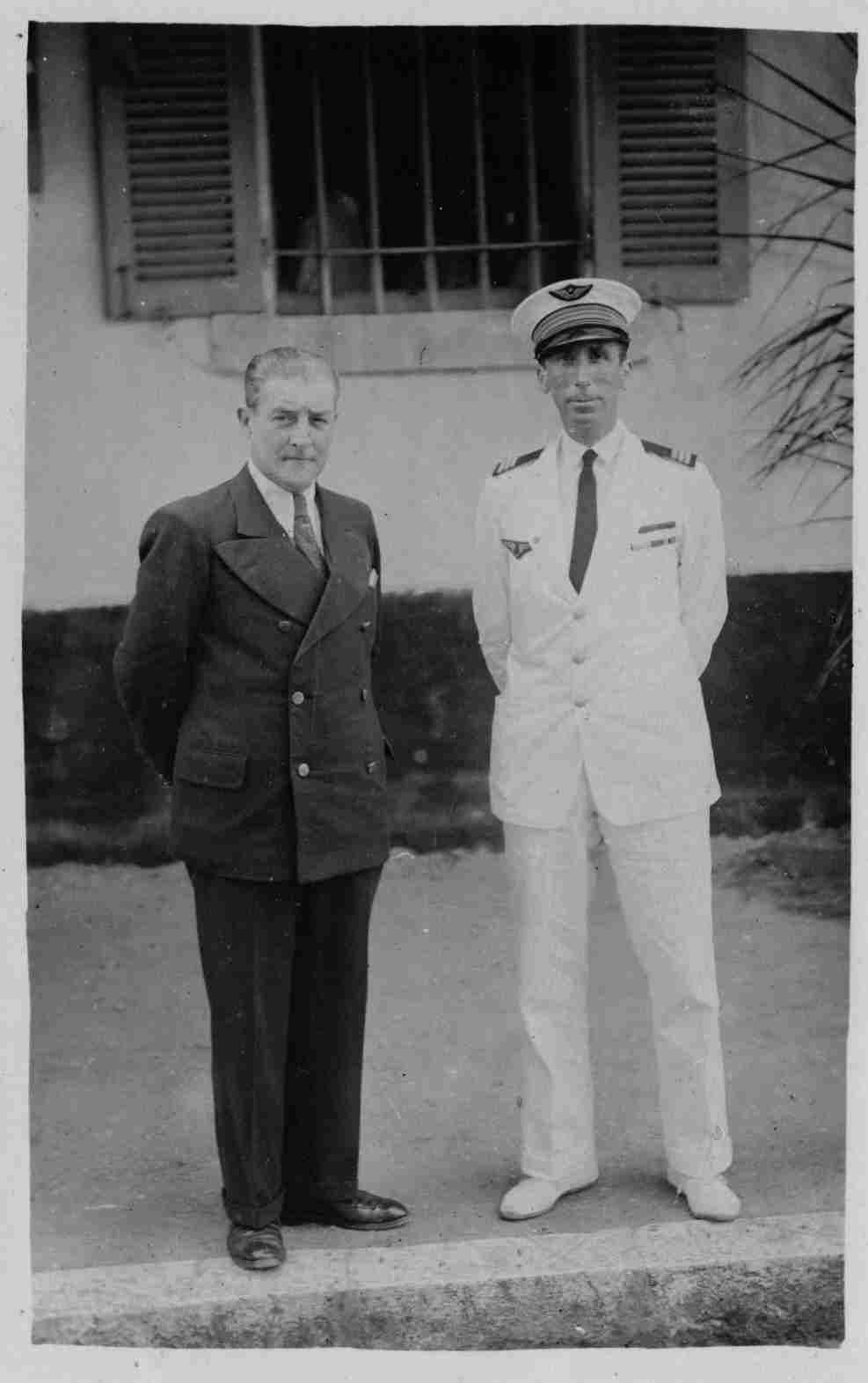
Charles de Verneilh et Max Dévé.

Membre de la cavalerie, puis chef d'escadrille dans l'aviation de chasse durant la première guerre mondiale, il devient par la suite entrepreneur en créant une société de transport aérien à Biarritz, avant d'être pilote de l'Aéropostale, puis pilote de raids.
À bord du Couzinet 33 Biarritz, il réalise en vingt-huit jours le Raid Paris Nouméa en 1932, accompagné du capitaine Max Dévé navigateur et second pilote et du mécanicien Emile Munch, soit environ 24 000 kilomètres en vingt étapes.
Il est ami de Jean Mermoz et le choisira comme parrain de son fils Pierre[réf. nécessaire].